# Caterina di Guisa
Caterina di Guisa è un'opera in due atti di Carlo Coccia, su libretto di Felice Romani. Fu rappresentata per la prima volta il 14 febbraio 1833 al Teatro alla Scala di Milano con esito trionfale.

## Trama
L'azione si svolge a Parigi nel 1578, durante il regno di Enrico III. Si è formata una Lega, di orientamento cattolico, contro gli Ugonotti e ostile al sovrano, capeggiata del duca di Guisa.

### Atto I
Si svolge una festa nella galleria del Louvre (Coro: Lo vedeste? - Il Dio parea), alla quale sono presenti esponenti della Lega ma anche il conte di San Megrino. San Megrino corteggia la duchessa Caterina, di cui è innamorato nonostante che ella sia moglie del rivale, il duca Enrico di Guisa; Caterina, pure impaurita, ricambia le sue attenzioni (Duetto: Non fuggirmi: in me destasti). Quando si separano, Caterina perde un fazzoletto, che viene poi raccolto dal duca, al quale pare che sia stato perso da San Megrino che si allontanava; il duca si rende allora conto della relazione tra San Megrino e la moglie (Aria: Grave, tremendo arcano). Avviene poi un incontro tra Enrico e San Megrino, durante il quale i due si scambiano reciproche accuse politiche (Duetto: Pera chi vuol turbarla); San Megrino sfida il rivale a duello, ma questo non accetta, ritenendosi di rango superiore.
La scena si sposta nel palazzo di Guisa. Arturo, scudiero e cugino di Caterina, ama anch'egli la duchessa, ma si rende conto che il suo amore è senza speranza (Aria e Cavatina: Con la luce, con la vita / Un sol momento). Giunge Caterina turbata per la perdita del fazzoletto, poi viene chiesto ad Arturo di leggere dei versi d'amore del poeta Ronsard (Deh! non pensar che spegnere). In seguito Enrico costringe Caterina a confessare di essere stata corteggiata da San Megrino (Duetto: E infierir così potete / Ah! lo veggo, un'imprudenza), quindi la obbliga a scrivergli una lettera per attirarlo nella propria dimora e tendergli una trappola. Caterina, sorvegliata dal marito nascosto, chiede ad Arturo di recapitare la missiva; Arturo capisce che si tratta di un invito per il conte e non vorrebbe separarsi da lei (Duettino: Io lasciarti? Sì afflitta). Caterina è sconsolata per il destino che l'attende, mentre il duca pregusta la vendetta (Finale I: Veggo, ah! veggo il destin).

### Atto II
San Megrino è festeggiato per avere vinto un torneo (Marcia e Coro d'Introduzione: Dunque è ver?). Arturo gli consegna poi la lettera, e San Megrino, felice, lo invita a tornare dall'amata e rassicurarla (Aria: Torna a lei).
Arturo rientra al palazzo di Enrico, dove questo ha organizzato affinché a chiunque sia consentito l'accesso, in modo che possa facilmente scattare la trappola. Arturo, resosi conto che la lettera è un tranello ordito dal duca, cerca invano di dissuaderlo facendo appello al suo onore (Duetto: Guisa, dirà la terra), ma in Enrico prevale il desiderio di vendetta (Da un destin sospinto io sono).
Caterina, segregata nella sua stanza, è afflitta perché non può far nulla per avvertire il conte del pericolo (Aria: Ah, fidar potessi almeno). Poco dopo, San Megrino senza alcun ostacolo riesce a penetrare nella stanza. Caterina è spaventata e cerca di convincerlo a fuggire, facendolo dubitare di essere amato, poi cede e gli confessa tutto il proprio amore (Ah questa volta io sento / Dolce la morte rendimi). Arturo, per evitare che San Megrino venga sorpreso dal duca nella stanza, gli getta una corda e il conte fugge appena in tempo per evitare l'arrivo di Enrico, che entra sfondando la porta (Ov'è desso?). Mentre Arturo e il conte stanno combattendo contro le guardie di Enrico che sono accorse e li hanno sorpresi, Caterina sentendosi morire per il dolore supplica il marito di avere pietà di loro (Aria: Lascia in prima). Ma Arturo e San Megrino muoiono entrambi sotto i colpi dei partigiani di Enrico, che in segno di disprezzo getta a Caterina, che lo maledice, il fazzoletto che aveva destato i suoi sospetti (Finale: Ah! m'uccidi).

## I brani dell'opera

### Atto I
- Sinfonia e Coro d'Introduzione: Lo vedeste? - Il Dio parea
- Duetto: Non fuggirmi: in me destasti (Conte, Duchessa)
- Scena: Vedi? il regal favore (Coro)
- Aria: Grave, tremendo arcano (Duca)
- Scena: Silenzio... ei vien (Duca)
- Duetto: Pera chi vuol turbarla / Vieni, tu vuoi nascondere (Conte, Duca, Coro)
- Aria e Cavatina: Con la luce, con la vita / Un sol momento (Arturo)
- Scena: Cercammo invano / Deh! non pensar che spegnere (Coro, Arturo)
- Scena: Non vi prenda stupor (Duca)
- Duetto: E infierir così potete / Ah! lo veggo, un'imprudenza (Duchessa, Duca)
- Duettino: Io lasciarti? Sì afflitta (Arturo, Duchessa)
- Scena: Non anco è compita (Duca)
- Finale I: Veggo, ah! veggo il destin (Duchessa, Duca, Coro)

### Atto II
- Marcia e Coro d'Introduzione: Dunque è ver?
- Aria: Torna a lei (Conte)
- Duetto: Guisa, dirà la terra (Arturo, Duca)
- Scena: Da un destin sospinto io sono (Duca, Arturo, Coro)
- Aria: Ah, fidar potessi almeno (Duchessa)
- Scena: Ah questa volta io sento / Dolce la morte rendimi (Duchessa, Conte)
- Scena: Ov'è desso? (Duca)
- Aria: Lascia in prima (Duchessa)
- Finale: Ah! m'uccidi (Duchessa, Duca)

## Esecuzioni
Gli interpreti della prima rappresentazione furono i seguenti:
| Personaggio/Ruolo | Registro vocale | Interprete         |
| ----------------- | --------------- | ------------------ |
| Caterina          | soprano         | Adelaide Tosi      |
| Arturo            | contralto       | Isabella Fabbrica  |
| San Megrino       | tenore          | Francesco Pedrazzi |
| Enrico            | tenore          | Domenico Reina     |

Una versione riveduta andò in scena al Teatro Carignano di Torino il 15 giugno 1836, con i seguenti interpreti:
| Personaggio/Ruolo | Registro vocale | Interprete              |
| ----------------- | --------------- | ----------------------- |
| Caterina          | soprano         | Henriette Méric-Lalande |
| Arturo            | mezzosoprano    | Carlotta Griffini       |
| San Megrino       | tenore          | Domenico Donzelli       |
| Enrico            | basso           | Pio Botticelli          |

In epoca moderna, l'opera venne ripresa al Teatro Chiabrera di Savona il 30 ottobre 1990. Tra gli interpreti, diretti da Massimo de Bernart figuravano Carmela Apollonio (Caterina), Nicoletta Ciliento (Arturo), Mario Leonardi (San Megrino) e Stefano Antonucci (Enrico).

## Discografia
- 1990 - Stefano Antonucci (Enrico), Carmela Apollonio (Caterina), Nicoletta Ciliento (Arturo), Mario Leonardi (San Megrino) -  Massimo de Bernart (direttore) - Orchestra Filarmonica Italiana, Coro Francesco Cilea di Reggio Calabria, Banda Antonio Forzano di Savona - Registrazione dal vivo - Bongiovanni GB 2117/18-2[4]